# Lygosoma tersum
Lygosoma tersum är en ödleart som beskrevs av  Smith 1916. Lygosoma tersum ingår i släktet Lygosoma och familjen skinkar. Inga underarter finns listade i Catalogue of Life.